# اما برویلز
اما برویلز (انگلیسی: Emma Broyles؛ زادهٔ ۲۵ ژوئیهٔ ۲۰۰۱) مدلاهل ایالات متحده آمریکا است.